# Julio Morales (meksykański piłkarz)
Julio César Morales Zavala (ur. 19 grudnia 1993 w Glendale) – meksykański piłkarz z obywatelstwem amerykańskim występujący na pozycji napastnika.